# 国民政府第六战区受降堂旧址
国民政府第六战区受降堂，原为“张公祠”，位于湖北省武汉市江汉区中山公园内。始建于1942年，由清末湖广总督张之洞的第十三个儿子张仁蠡出资主持建设。起初祠内供有张之洞的牌位和张姓家谱。1945年8月15日，日本政府宣布无条件投降。同年9月18日，中国战区第六战区司令长官孙蔚如上将在该所举行受降仪式。此处抗日战争受降旧址是中国大陆目前尚存的7处受降点之一。受降堂宽长34米，宽12米，面积约400平方米，整体为一座平顶厅堂式的横列建筑。2002年11月7日，被湖北省人民政府列为湖北省文物保护单位。2012年7月2日被命名为“湖北省爱国主义教育基地”。2019年10月7日，由中华人民共和国国务院公布为第八批全国重点文物保护单位。

## 沿革

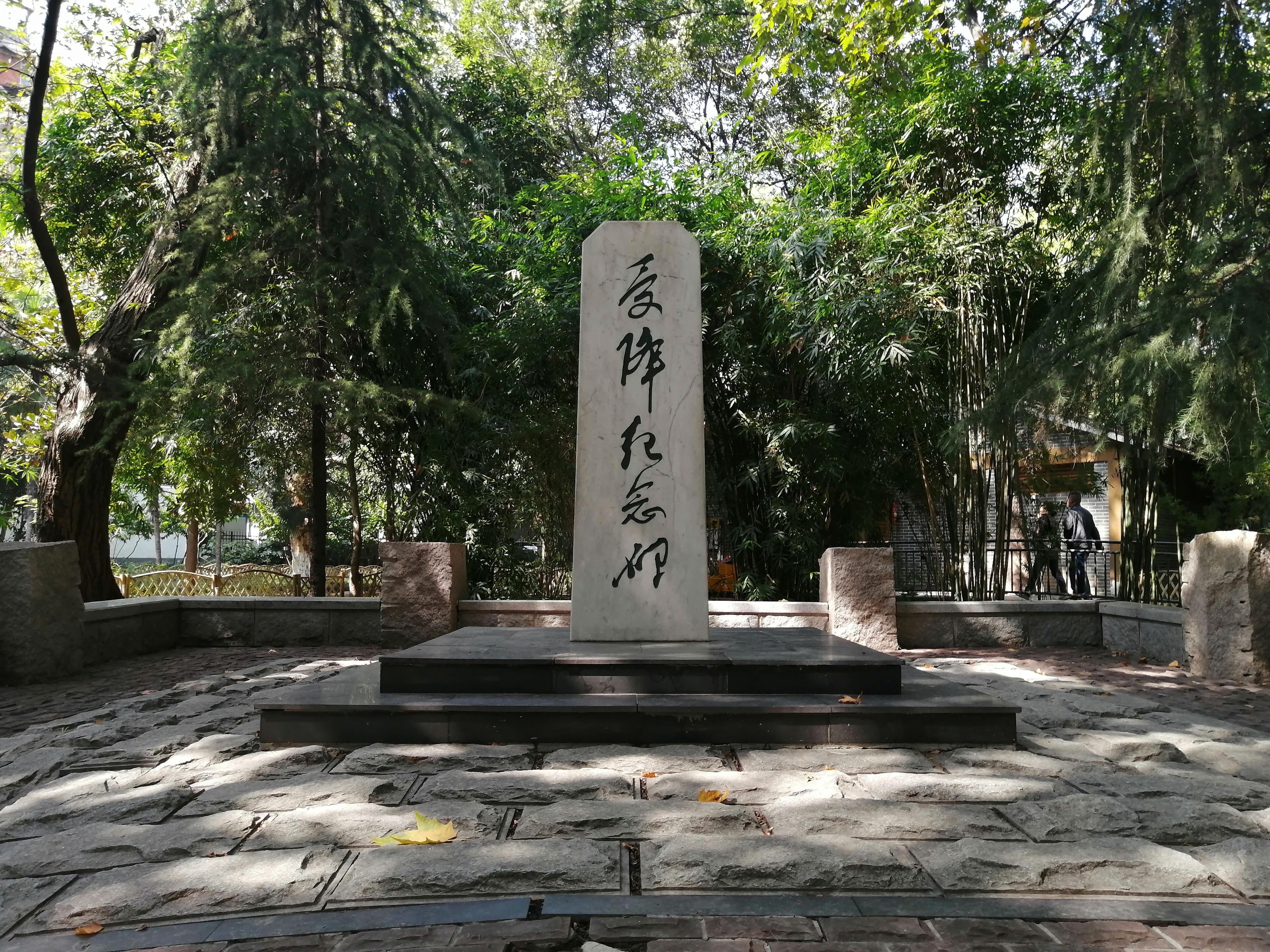
受降纪念碑

- 1942年，时任日伪武汉市市长张仁蠡（张之洞第十三子））主持兴建张公祠。
- 1945年，第六战区司令长官孙蔚如上将于9月18日在此地举行受降仪式。日军第六方面军司令官冈部直三郎在中国士兵陪同下来到受降堂前，摘下佩刀，以示解除武装。孙蔚如上将手下日军投降书后将第六战区命令交予冈部直三郎签字受领。自此，“张公祠”更名为“受降堂”，汉口市政府在受降堂旁树立一块汉白玉受降纪念碑。碑高1.30米、宽0.345-0.395米，上面刻有国民政府第六战区司令长官孙蔚如题写的碑文：

中华民国三十四年九月十八日，蔚如奉命接受日本第六方面军司令官冈部直三郎大将率属二十一万签降于此
                                                                                                              ——第六战区司令官孙蔚如题
- 1949年，武汉解放后，受降堂匾额被摘除，受降纪念堂被撤掉封存。
- 1998年5月21日，中山公园在筹备70周年园庆时，两名工作人员在距受降堂附近的“张公亭”底层发现了孙蔚如将军题字的受降碑。
- 1999年3月，该园管理处着手受降堂的修复开放工作。在以“受降堂”的形式正式开放前，该建筑曾作为中山公园餐厅使用。[5]
- 2000年9月18日，受降堂开放，展出抗战史料和受降场景，其中，图片资料119幅、实物及复制品33件。
- 2018年，为了充实受降堂内的文物展出，受降堂管理处通过《长江日报》向武汉民众征集抗战文物和史料[6]

## 收缴统计
此次受降共接受第六战区日军官兵202,335人、骡马9,967匹、手枪4,474支、步枪159,654支、轻机枪4,585挺、重机枪566挺。受降一周后，即1945年9月25日，武汉地区日军53,995人全部解除武装。

## 其他现存受降旧址
- 抗日胜利芷江洽降旧址，曾作为中日双方芷江洽降地点。
- 奎虚书藏，曾作为第十一战区山东受降点
- 太和殿，曾作为第十一站区北平受降点
- 抗日战争胜利浙江受降纪念馆，曾作为第三战区受降点
- 湖南大学科学馆，曾作为第四受降区受降点
- 东部战区大礼堂（原为中华民国南京市中央陆军军官学校大礼堂），第二次世界大战中国战区受降仪式举行地